# Корнаевы
Корна́евы (осет. Къорнатæ) — дигорская фамилия.  

## Происхождение рода
Эпонимом рода является Къорна, от имени которого образовано осетинское родовое наименование «Къорнатæ» (фамилия Корнаевы). Род Корнаевых сформировался в селении Галиат (осет. Гæлиатæ) — крупнейшем населённом пункте Уаллагкомского общества Дигорского ущелья Терской области Российской империи.
Родовая башня и жилые постройки располагались на возвышенной местности на левом берегу реки Комидон, рядом с жилищами родственной фамилии Калаевых (осет. Калатæ). 
К середине XIX века значительная часть представителей рода переселилась в равнинные сёла Христиановское (ныне город Дигора), Кубатиево (осет. Урсдон) и Туганово (осет. Дур-Дур).

## Родственные фамилии
Родственными фамилиями (осет. æрвадæлтæ) Корнаевых являются — Газдаровы, Калаевы, Косовы, Хациевы.

## Этимология фамилии
Къорна — родовой предок, человек-старейшина, от имени которого происходит фамилия «Корнаевы» (осет. Къорнатæ).
В осетинском языке фамильные наименования традиционно образовывались от имени предка с помощью суффиксов — дигорского -ти и иронского -ты, отвечающих на вопрос «чей?» (дигор. ке? — ответ Къорнати, ирон. кай? — ответ Къорнаты). В русском языке аналогичную функцию выполняли суффиксы -ов/-ев и -ин: -ов добавлялся к именам на твёрдый согласный (Игнат — Игнатов), -ев — к именам на мягкий согласный (Игнатий — Игнатьев), а -ин — к основам на «а» или «я» (Илья — Ильин).
Таким образом, фамилия «Корнаев» образована по аналогичному словообразовательному принципу: «Корна» — «Корнаев» (дигор. «Къорна» — «Къорнати»), где русский суффикс «-ев» указывает на принадлежность к роду.
Согласно родовой традиции, общим предком рода в период начала официального документирования родословных линий в Российской империи являлся Куцук Корнаев — представитель третьего поколения после Къорна. Он был старейшиной фамилии в эпоху, когда возникла необходимость юридической фиксации прав на родовые земли. Архивные документы подтверждают права Корнаевых на получение и передачу земельных участков в потомственное владение.

## Генетическая генеалогия
278670 — Kornaev Konstantin — G2a1a1a1b (Z7940+ FGC719+) > G-Y104919

## Известные представители
- Корнаев Барег Цаппоевич (1790-е-1890-е) — прапорщик милиции, обер-офицер, один из основателей с. Вольно-Христиановское;
- Корнаев Вадим Болаевич — начальник Управления образования Дигорского района;
- Корнаев Владимир Александрович (1918—2011) — учёный-правовед, специалист по интеллектуальной собственности;
- Корнаев Тамерлан Сергеевич — главный редактор газеты «Вести Дигории»;
- Корнаев Алексей Валерьевич — доктор технических наук, доцент «ОГУ им. Тургенева»;
- Корнаев Владимир Тамбиевич — самобытный художник, почётный гражданин Дигорского района;
- Корнаев Тотраз Агубеевич (1955) — заместитель главы АМС Дигорского района;
- Корнаев Алан Петрович — ведущий скульптор юга России.

## История
Происхождение
Сведения о роде Корнаевых подтверждаются архивными материалами РФ, Грузии, Республики Северная Осетия — Алания и Кабардино-Балкарской Республики, а также исследованиями осетиноведов. Род оставил след в основании села Христиановского и в развитии дигорского общества.
Формирование рода
Представители фамилии проживали в селе Галиат — крупнейшем населённом пункте Уаллагкомского общества Дигорского ущелья. Формирование рода в этом селении относится к XV веку. Общим родоначальником считается Куцук Корнаев.
Узденство и сословие
В XIX веке старейшины Корнаевых фигурировали в прошениях жителей Дигорского ущелья по сословно-поземельным вопросам. Прошения подтверждали родовое происхождение, право именоваться уазданами (узденями) и самостоятельное управление родовыми землями.
Переселение
До XIX века род проживал в ущелье, затем переселился на равнинную поляну, сохраняя статус землевладельцев. По преданию, свободные члены общины не переселялись раньше, чтобы не попасть в экономическую зависимость. Род переселился по инициативе Барега Корнаева, с согласия фамилии Кубатиевых, на поляну «Къорнати мæрæ».
Барег Корнаев — видный деятель XIX века:
- встречал императора Николая I в 1837 году;
- организовал переселение дигорских христиан в Вольно-Христиановское (1852);
- был членом народного суда Военно-осетинского округа;
- представлял народные интересы;
- участвовал в приёме у императора Александра II (1863);
- получил чин прапорщика милиции (приказ № 454, 1863).

Военная служба
Корнаевы участвовали в: Отечественной войне 1812 года, Кавказской войне (1817—1864), Русско-турецкой войне (1877–1878), Русско-японской войне (1904–1905), Первой мировой войне (1914–1918) и ВСЮР. Среди участников:
- Барег Цаппоевич;
- Кубади Цаппоевич;
- Иона Константинович;
- Кирилл Васильевич;
- Даниил Кубадиевич;
- Гаспо Кубадиевич;
- Владимир Заурбекович;
- Иналук Кубадиевич.

Родственные и межнациональные связи
Корнаевы поддерживали связи с фамилиями Дигории, а также балкарцами и кабардинцами. Межнациональные браки укрепляли социальное положение и расширяли влияние рода. Например, Корнаев Бега был женат на дочери кабардинского князя Абаева; у них родились три сына: Асланбек, Алихан и Салат.
Социальная активность
Род развивал хозяйство, поддерживал образовательные и религиозные традиции, занимал видные позиции в общине и участвовал в переселениях. Фамилия проявляла значительную активность в образовательной, религиозной и военной сферах.